# Margaret Clunies Ross
Margaret Clunies Ross (født 24. april 1942 i Adelaide) er en australsk religonsforsker og professor ved Centre for Medieval Studies i engelsk sprog og tidlig engelsk litteratur på Sydney Universitet i Australien. Hun studerede ved Somerville College (Oxford). Uddannet fra Universitetet i Adelaide, fil. dr. Hc fra universitetet i Gøteborg. Tidligere ansat ved Kungl. Gustav Adolfs Akademi, Uppsala. Hendes forskningsområde omfatter studier i norrøn litteratur herunder især Nordisk mytologi, oldislandsk poesi, tidlig nordisk poesi og poetik; medievalisme, især den oldnordiske poesis indflydelse på europæisk litteratur og kultur efter renæssancen og forskningshistorie i relation til studier i angelsaksisk, nordisk og gotisk kultur i 17. og 18. århundrede.

## Publikationer i udvalg
- (2004): Amanda J. Collins & Margaret Clunies Ross; The Correspondence of Edward Lye, Publications of the Dictionary of Old English vol. 6. Toronto, Pontifical Institute of Medieval Studies
- (2004): Supplement (25 s.) til Skaldic Poetry of the Scandinavian Middle Ages 2. udg., Tarrin Wills, Margaret Clunies Ross, Kari Gade, Edith Harold, Guthrun Nordal & Diana Whaley
- (2003): Old Norse Myths, Literature and Society, red. Margaret Clunies Ross. The Viking Collection 14. Odeuse, University Press of Southern Denmark
- (2002): Skaldic Poetry of the Scandinavian Middle Ages. (red.) Diana Whaley, Margaret Clunies Ross, Kari Gade, Edith Marold, Guđrún Nordal & Tarrin Wills. 2nd. rev. edn. Sydney, Centre for Medieval Studies.
- (2000): Old Icelandic Literature and Society, red. Margaret Clunies Ross. Cambridge Studies in Medieval Literature 42. Cambridge, Cambridge University Press.
- (1998): The Norse Muse in Britain, 1750-1820. Trieste, Edizioni Parnasso.
- (1994 & 1998): Prolonged Echoes. Old Norse Myths in Medieval Northern Society, 1: The Myths and 2: The Reception of Norse Myths in Medieval Iceland. The Viking Collection 7 and 10. Odense, Odense University Press.